# Haarlemse Honkbalweek 2000
De Haarlemse Honkbalweek 2000 was een honkbaltoernooi gehouden in het Pim Mulier stadion in Haarlem van 4 augustus tot en met 13 augustus 2000.
De deelnemende landen waren Italië, Verenigde Staten, Nederland, Japan, Cuba (titelverdediger) en Taiwan.

## Wedstrijdprogramma
| 4 augustus  | Taiwan           | Verenigde Staten | 4-10 |                   |
| 5 augustus  | Cuba             | Japan            | 2-1  |                   |
| 5 augustus  | Nederland        | Taiwan           | 3-2  |                   |
| 6 augustus  | Japan            | Nederland        | 1-2  |                   |
| 6 augustus  | Italië           | Verenigde Staten | 2-5  |                   |
| 7 augustus  | Italië           | Cuba             | 2-3  |                   |
| 8 augustus  | Cuba             | Taiwan           | 3-0  |                   |
| 8 augustus  | Verenigde Staten | Japan            | 8-0  |                   |
| 9 augustus  | Japan            | Taiwan           | 2-1  | 11 innings        |
| 9 augustus  | Nederland        | Italië           | 5-0  |                   |
| 10 augustus | Curaçao          | Aruba            | ?-?  | Vriendschappelijk |
| 10 augustus | Verenigde Staten | Cuba             | 9-1  |                   |
| 11 augustus | Taiwan           | Italië           | 0-1  |                   |
| 11 augustus | Cuba             | Nederland        | 2-1  |                   |
| 12 augustus | Italië           | Japan            | 0-2  |                   |
| 12 augustus | Nederland        | Verenigde Staten | 8-9  |                   |

## Stand in de groep
| 1. | Verenigde Staten |
| 2. | Cuba             |
| 3. | Nederland        |
| 4. | Japan            |
| 5. | Italië           |
| 6. | Taiwan           |

## Finale
| 13 augustus | Verenigde Staten | Cuba | 8-5 |

| Kampioen: VERENIGDE STATEN (2de titel) |

## Persoonlijke prijzen
- Beste slagman: Jake Gautreau (USA)
- Beste pitcher: Mark Prior (USA)
- Homerun King: Jake Gautreau (USA)
- Meest waardevolle speler: Bobby Crosby (USA)
- Meest populaire speler: Johnny Balentina (Nederland)
- Beste verdedigende speler: Raily Legito (Nederland)

1e in 1961 · 2e in 1963 · 3e in 1966 · 4e in 1968 · 5e in 1969 · 6e in 1971 · 7e in 1972 · 8e in 1974 · 9e in 1976 · 10e in 1978 · 11e in 1980 · 12e in 1982 · 13e in 1984 · 14e in 1988 · 15e in 1990 · 16e in 1992 · 17e in 1994 · 18e in 1996 · 19e in 1998 · 20e in 2000 · 21e in 2002 · 22e in 2004 · 23e in 2006 · 24e in 2008 · 25e in 2010 · 26e in 2012 · 27e in 2014 · 28e in 2016 · 29e in 2018